# Bursera morelense
Bursera morelense är en tvåhjärtbladig växtart som beskrevs av Ramirez. Bursera morelense ingår i släktet Bursera och familjen Burseraceae. Inga underarter finns listade i Catalogue of Life.